# Jan & Kjeld

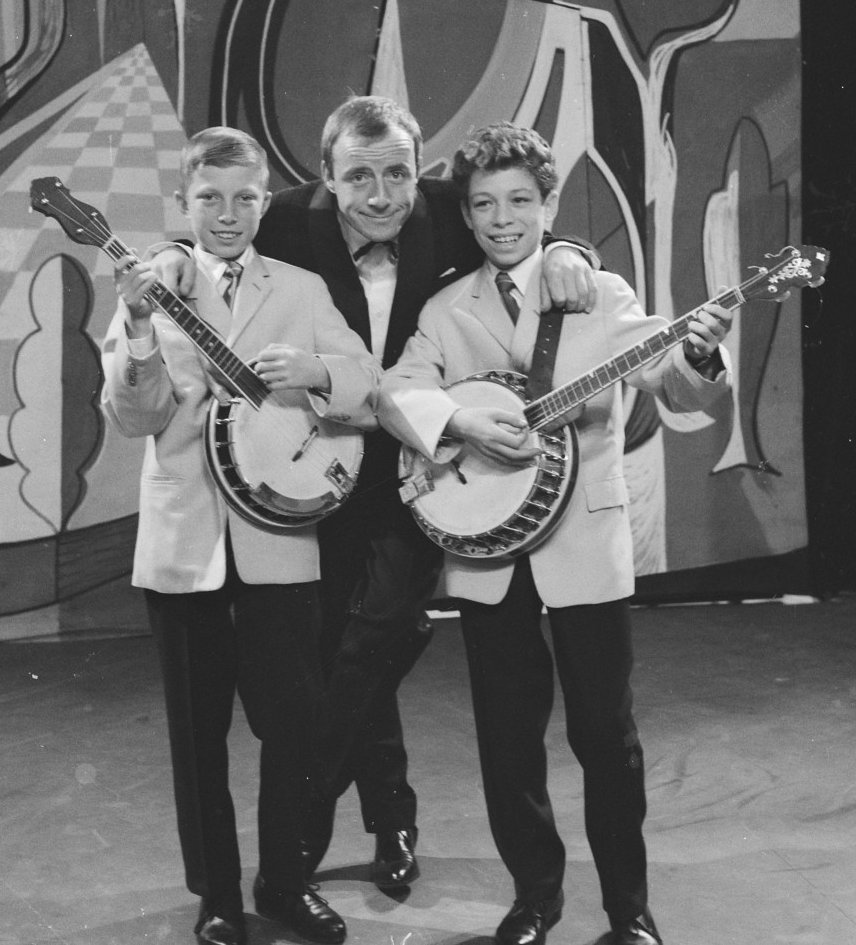
Jan & Kjeld, 1959

Jan & Kjeld waren ein dänisches Brüder-Gesangsduo auf dem Gebiet des Schlagers.

## Werdegang
Kjeld Wennick (* 3. Februar 1944 in Gränna, Schweden; † 31. Mai 2020) lernte als Kind Banjo spielen und trat ab 1956 mit seinem Vater auf. Doch auch Kjelds jüngerer Bruder Jan (* 27. Juli 1946 in Kopenhagen) durfte später mitreisen und erlernte ebenfalls das Banjospielen. Da er Linkshänder war, wurde ein entsprechendes Instrument für ihn angeschafft. 1958 stieg der Vater aus und Jan nahm seinen Platz im Duo ein. Als Jan und Kjeld gewannen die beiden Brüder mehrere Gesangswettbewerbe in ihrer Heimat, sodass sie bald auch in Rundfunk und Fernsehen auftreten konnten.
Im Jahre 1959 erhielten Jan & Kjeld bei Ariola einen Schallplattenvertrag. Es erschien ihr erster Titel Tiger Rag, der auch bereits in Deutschland in die Hitparaden kam und sich wochenlang halten konnte. Im Herbst desselben Jahres kam der endgültige Durchbruch mit Banjo Boy. Dieser Titel erreichte Platz eins der deutschen Hitparade und brachte ihnen eine Goldene Schallplatte und einen „Bronzenen Löwen“ von Radio Luxemburg ein. Das Lied wurde von Charly Niessen für den Spielfilm Kein Mann zum Heiraten, in dem das junge Duo mitwirkte, geschrieben. Aufgrund des großen Erfolges des Liedes wurden Jan & Kjeld in Deutschland nur noch die „Banjo-Boys“ genannt.
In den Vereinigten Staaten veröffentlichte Imperial Records 1961 unter der Nummer 5568 eine Single mit Buona Sera / Tiger Rag.
Auch in den folgenden Jahren hatte das Duo noch einige Hits, unter anderem mit einer Coverversion des Ricky-Nelson-Hits Hello Mary Lou, wirkte mit in weiteren Musikfilmen und ging mit Max Greger und Band regelmäßig auf Tournee. Nach einer Auswertung der Top-Ten-Platzierungen war Banjo Boy das erfolgreichste von Kindern gesungene Lied in Deutschland.
Für Auf meinem alten Banjo gab es im Sommer 1963 noch einmal einen Löwen, und zwar den „Goldenen Löwen“ von Radio Luxemburg. Im selben Jahr ging das Duo mit Zarah Leander auf Tournee. 1964 war Jan & Kjelds Karriere dann eigentlich beendet, obwohl sie 1966 nochmals eine Schallplatte besangen.
In den 1970er und 1980er Jahren traten Jan & Kjeld mit ihren alten Hits bei Nostalgie-Shows auf. Nach dem Rückzug Jans aus dem Showgeschäft gründete Kjeld 1983 das Musiklabel „Mega Records“ und nahm die Popgruppe Ace of Base unter Vertrag. 2001 verkaufte er seinen Musikverlag an Edel Records, war 2003 Jurymitglied in der dänischen TV-Talentshow Idols und unterstützte 2005 Prominente, die in der dänischen TV-Unterhaltungssendung Showtime singen sollten. Ab 2006 betrieb Kjeld Wennick ein Café in der Nähe des Kopenhagener Hafens.

## Filmografie
- 1959: Kein Mann zum Heiraten
- 1960: Marina
- 1960: Gauner-Serenade
- 1960: O sole mio
- 1960: Wir wollen niemals auseinandergehn
- 1961: Ramona
- 1961: Schlagerparade 1961
- 1962: Schlagerrevue 1962

## Diskografie

### Alben
- 1960: Banjo Boy
- 1961: With a Banjo on My Knee
- 1963: Goldener Löwe für Jan & Kjeld
- 1964: Jan & Kjeld „International“
- 1996: Tingelingeling, My Banjo Sings (CD)
- 1999: The Collection (CD)

### Singles
- 1959: When the Saints Go Marchin’ In / Tiger Rag (in Deutschland A- und B-Seite vertauscht)
- 1959: Banjo Boy / Mach doch nicht immer soviel Wind
- 1959: Itsy Bitsy Teenie Weenie Honolulu Strand-Bikini / Banjo-Swing
- 1959: Yes Sir, That’s My Baby / Buona Sera
- 1960: Tingelingeling, mein Banjo singt / Penny-Melodie
- 1960: Träumen kann man was man will / Blacky und Johny (Pony-Serenade)
- 1961: Viele bunte Lichter / Hillibilly-Banjo
- 1961: Hello, Mary Lou / Sing, Cowboy, sing
- 1961: Hazel, bleib da / O du lieber Augustin
- 1962: Zwei kleine Italiener / Kommen Sie mal nach Kopenhagen
- 1962: Ginny oh Ginny (Ginny Come Lately) / Der Kaffee kommt direkt aus Brasilien
- 1962: Auf meinem alten Banjo / Tausend schöne Mädchen
- 1963: Lederstrumpf / Piccolina
- 1963: Sugar Boy und Honey Baby / Ich drück’ die Daumen (I’ll Cross My Fingers)
- 1964: No, No, Mady (Bye Bye, Blackbird) / Ich wollt’ ein Mädchen küssen
- 1964: Hallo Dolly (Hallo Molly) / Hilly Billy Banjo
- 1965: Candy-Girl / Stasera No
- 1966: Ein Kuß zum Abschied (Taste of Honey) / Vergiß deine Tränen
- 1966: Schick die andern alle weg / Entscheide dich bald